# Constantin Silvestri
Constantin Silvestri (ur. 13 maja 1913 w Bukareszcie, zm. 23 lutego 1969 w Londynie) – rumuński dyrygent i kompozytor.

## Życiorys
Jako dziecko uczył się gry na fortepianie, po raz pierwszy wystąpił publicznie w wieku 10 lat. Studiował w konserwatorium w Bukareszcie u Florici Musicescu (fortepian), Mihaila Jory (kompozycja) i Constantina Brăiloiu (historia muzyki). Początkowo występował jako pianista, jako dyrygent zadebiutował w 1930 roku z orkiestrą symfoniczną w Bukareszcie. Od 1939 do 1944 roku dyrygował operą w Bukareszcie, w latach 1955–1957 pełnił funkcję jej dyrektora i pierwszego dyrygenta. Od 1947 do 1953 roku był także dyrektorem i dyrygentem filharmonii bukareszteńskiej. W latach 1948–1959 wykładał dyrygenturę w konserwatorium w Bukareszcie.
W 1956 roku wyjechał do Paryża. W 1961 roku osiadł na stałe w Wielkiej Brytanii, w 1967 roku otrzymując brytyjskie obywatelstwo. Od 1961 roku pełnił funkcję dyrektora muzycznego i pierwszego dyrygenta Bournemouth Symphony Orchestra. Gościnnie dyrygował wieloma sławnymi orkiestrami europejskimi, występował też jako dyrygent operowy. W 1963 roku debiutował w londyńskim Covent Garden Theatre, prowadząc wykonanie Chowańszczyzny Modesta Musorgskiego. Występował wspólnie z Yehudim Menuhinem, Mstisławem Rostropowiczem i Danielem Barenboimem.

## Wybrane kompozycje
(na podstawie materiałów źródłowych)

### Utwory orkiestrowe
- Jocuri populare românești din Transilvania (1929)
- 3 utwory na orkiestrę smyczkową (1933, zrewid. 1950)
- Concerto grosso (1941)
- 3 utwory na tematy z Bihoru na orkiestrę smyczkową (1950)
- Preludium i fuga (1950)

### Utwory kameralne
- 2 kwartety smyczkowe (1935, 1947)
- Sonata breve na klarnet i fagot (1938, zrewid. 1957)
- Sonata na skrzypce (1939)
- Sonata na obój (1939)
- Sonata na harfę (1940)